# Roger Kusch

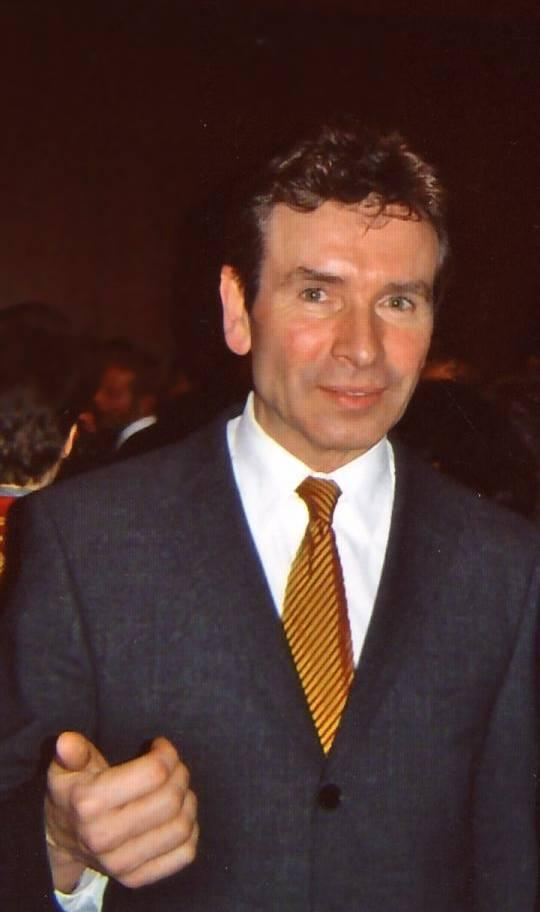
Roger Kusch

Roger Kusch (* 19. August 1954 in Stuttgart) ist ein deutscher Politiker. Er ist ehemaliges Mitglied der CDU und war von 2001 bis 2006 Justizsenator der Freien und Hansestadt Hamburg sowie bei der Bürgerschaftswahl 2008 Vorsitzender und Spitzenkandidat der Partei Rechte Mitte HeimatHamburg.

## Ausbildung und Beruf
Nach dem Abitur 1973 in Esslingen am Neckar leistete Kusch zunächst seinen Wehrdienst ab und absolvierte anschließend ab 1974 ein Studium der Rechtswissenschaft in Tübingen, Hamburg und Freiburg im Breisgau, das er 1979 mit dem Ersten und 1982 mit dem Zweiten Juristischen Staatsexamen beendete. An der Universität Hamburg erfolgte seine Promotion zum Dr. jur. bei Eberhard Schmidhäuser mit einer Dissertation zum Thema Der Vollrausch.
Im Jahr 1983 trat er in den Justizdienst des Landes Baden-Württemberg ein, zunächst als Regierungsassessor bei der Justizvollzugsanstalt Bruchsal. Von 1984 bis 1985 war er als Regierungsrat in der Justizvollzugsanstalt Adelsheim tätig. Anschließend war er bis 1986 Straf- und Jugendrichter am Amtsgericht Karlsruhe. Von 1986 bis 1988 arbeitete Kusch beim Bundesministerium der Justiz im Referat für Strafprozessrecht und wurde 1988 Staatsanwalt in Stuttgart, zuständig für Wirtschafts- und Umweltdelikte. Von 1990 bis 1994 arbeitete er im Referat für Strafrecht und Öffentliches Recht bei der CDU/CSU-Bundestagsfraktion, ehe er von 1995 bis 2000 als Ministerialrat Leiter des Referats Innere Sicherheit im Bundeskanzleramt wurde. Kusch wurde eine Zeitlang auch auf einer Planstelle als Richter am Bundespatentgericht geführt. Im September 2000 wurde er zum Oberstaatsanwalt beim Bundesgerichtshof ernannt.

## Politische Laufbahn

### Justizsenator in Hamburg
Am 31. Oktober 2001 wurde Kusch als Justizsenator und Präses des am 1. Januar 2004 schließlich aufgelösten Senatsamtes für Bezirksangelegenheiten in den von Ole von Beust geleiteten Senat der Freien und Hansestadt Hamburg berufen. Wegen seiner Personalpolitik erwarb er sich schon bald den behördeninternen Ruf einer lächelnden Guillotine. Wiederholt kam es zu schweren Konflikten mit der Hamburger Richterschaft und der Staatsanwaltschaft. Im Sommer 2002 besuchte Kusch das Wüstengefängnis von Sheriff Joe Arpaio im US-amerikanischen Staat Arizona und bezeichnete diese besonders harte Form des Strafvollzugs als „Stilblüte“. Zu seinen justizpolitisch umstrittensten Entscheidungen gehörte die Schließung der Sozialtherapeutischen Anstalt Altengamme und der Übergangsanstalt Moritz-Liepmann-Haus.
Im August 2003 äußerte Kusch sich öffentlich zu seiner Homosexualität. Auslöser war eine Auseinandersetzung zwischen dem Ersten Bürgermeister von Beust und Innensenator Ronald Schill, der vermutete, die beiden hätten eine Beziehung und deswegen von Beust verdächtigte, Kusch aus privaten Gründen zu begünstigen. Kusch und Beust erklärten, dass sie Studienfreunde seien und Kusch Mieter einer Beust gehörenden Wohnung ist, eine darüber hinausgehende Beziehung aber nicht bestehe. Diese Vorgänge führten schließlich zur Entlassung Schills, zum Bruch der Hamburger Regierungskoalition und zu vorgezogenen Neuwahlen.
Am 12. Februar 2004 wurde Kusch bei einem Wahlkampfauftritt in einer Fußgängerzone im Bezirk Harburg von einer geistig verwirrten Frau mit einem Messer angegriffen. Anwesende Wahlkampfhelfer griffen ein, so dass Kusch nur leicht verletzt wurde. Bei der Wahl am 29. Februar 2004 erreichte die CDU die absolute Mehrheit, und Kusch wurde erneut zum Justizsenator ernannt. Im Dezember 2004 kündigte er einen gemeinsamen Vorstoß der Bundesländer Hamburg und Berlin zur Änderung des Prozessrechts an. Danach sollte das Zeugnisverweigerungsrecht für Verlobte vor Gericht abgeschafft werden. Im Dezember 2005/Januar 2006 machte Kusch weitere öffentliche Vorstöße unter anderem zur Legalisierung der aktiven Sterbehilfe und zur Abschaffung des Jugendstrafrechts. Da er diese – recht ungewöhnlichen – Initiativen nicht mit der CDU-Fraktion abgestimmt hatte, wurde er erstmals auch aus den Reihen der CDU öffentlich scharf kritisiert.

### Entlassung
Am 27. März 2006 wurde er von Bürgermeister von Beust entlassen. Letztendlicher Auslöser waren der unerlaubte Erhalt und die unerlaubte Weitergabe vertraulicher Unterlagen aus einem Parlamentarischen Untersuchungsausschuss durch die von ihm geleitete Behörde. Kusch vertrat später die Ansicht, der rechtswidrige Erhalt vertraulicher Unterlagen sei lediglich eine „freundliche Geste“ und eine „kleine Wiedergutmachung für die vollkommen inakzeptable Behandlung“ bei seiner Vernehmung vor dem Ausschuss gewesen.
Der Untersuchungsausschuss war eingesetzt worden, um die Zustände in dem geschlossenen Heim für straffällig gewordene Jugendliche in der Feuerbergstraße zu klären. Im Verlauf der Ausschussarbeit wurde durch die Opposition gegen Kusch Beugehaft beantragt, weil er die Antwort auf einen Teil der Fragen verweigert hatte. Der Antrag wurde vom Amtsgericht für erledigt erklärt, nachdem Kusch in einer weiteren Vernehmung vollständig ausgesagt hatte. Die Unterlagen waren an Kuschs Anwalt und einen in Fragen parlamentarischer Untersuchungsausschüsse kompetenten Mitarbeiter der CDU im Bundestag weitergeleitet worden.

### Parteineugründung
Noch am Tag seiner Entlassung als Senator trat Kusch aus der CDU aus, der er 34 Jahre angehört hatte. In einem Zeitungsinterview erklärte er Wochen später, die CDU bewege sich „in kräftigen Schritten nach links“ und die Große Koalition unter Bundeskanzlerin Angela Merkel führe „Deutschland spürbar in eine sozialistische Gesellschaft“, womit er seinen Austritt aus der Partei begründete. Am 1. Mai 2006 gab Kusch die Neugründung einer Partei mit zehn Mitgliedern unter dem Namen HeimatHamburg bekannt. Kusch wollte damit eine Alternative zur CDU schaffen, die sich seiner Meinung nach zu wenig von der SPD unterscheidet. Ziele waren die Abschaffung des Jugendstrafrechts, eine Liberalisierung der Sterbehilfe, Verschärfung des Kampfes gegen Drogen, der Verzicht auf das Antidiskriminierungsgesetz und die Abschaffung des generellen Leinenzwanges für Hunde.
Damit verband sich der Versuch, an die Erfolge der STATT Partei und der Partei Rechtsstaatlicher Offensive von Ronald Schill anzuknüpfen. Kusch zufolge hätte die Partei auch im Erfolgsfalle rein lokal auf Hamburg bezogen agieren sollen. Jedoch wurden Kooperationen mit politischen Kräften außerhalb Hamburgs nicht ausgeschlossen. In einem Interview mit der rechtskonservativen Wochenzeitung Junge Freiheit vom 1. Dezember 2006 kündigte Kusch die Absicht von HeimatHamburg an, die neue Wählerinitiative Bremen muß leben des Politikers Joachim Siegerist bei der Bürgerschaftswahl in Bremen 2007 zu unterstützen. In der Frankfurter Rundschau vom 21. Dezember 2006 spricht Siegerist von einem „ungeschriebenen Hilfsabkommen“, das zwischen beiden Gruppierungen bestehe. Bei Bremen muß leben handelt es sich um einen Landesverband des Vereins Die Deutschen Konservativen. Anfang Februar 2007 trafen Roger Kusch und Joachim Siegerist mit dem Landeshauptmann von Kärnten, Jörg Haider, zusammen. Auch Jörg Haider unterstützte HeimatHamburg bei den Hamburger Bürgerschaftswahlen im Frühjahr 2008, allerdings erklärte Kusch wenig später, es gebe „mehr Trennendes als Gemeinsames“ zwischen ihm und den Freiheitlichen.
Die Partei verfügte über ein in Anbetracht ihrer Mitgliederzahl außergewöhnlich hohes Budget und betrieb schon im Sommer 2007 einen sehr intensiven Wahlkampf mit Plakaten, fast im Wochentakt stattfindenden Redeveranstaltungen mit Kusch, manchmal begleitet von anderen Politikern der Partei, sowie Postwurfsendungen. Neben der Sterbehilfe und klassischen Law and Order-Forderungen wie Brechmitteleinsatz zählten zunehmend auch Warnungen vor der „Gefahr Islam“ und der Immigration nach Deutschland, die die Partei mit der Parole „Das Boot ist voll“ ablehnt, zu den Wahlkampfthemen. Die Partei kündigte in einer Pressemitteilung zur Debatte um Ausländerkriminalität am 10. Januar 2008 eine Kampagne unter der Parole „Kriminelle Ausländer raus!“ an. In derselben Pressemitteilung wird Kusch persönlich mit den Worten „Ole von Beust überlässt die rechtschaffenen Hamburgerinnen und Hamburger dem ausländischen Mob“ zitiert.
Bei den Bürgerschaftswahlen 2008 erreichte seine Partei mit 3 520 Stimmen 0,5 %. Aufgrund dieses Wahlergebnisses wurde die Partei am 7. April 2008 aufgelöst.

### Beihilfe zur Selbsttötung
Roger Kusch ist Gründungsmitglied des Vereins Dr. Roger Kusch Sterbehilfe e. V. Im Zusammenhang mit der Diskussion der deutschen Gesetzgebung zur Sterbehilfe im Sinne eines assistierten Suizids präsentierte Roger Kusch eine handelsübliche Perfusor-Pumpe als einen Selbsttötungs-Automaten. Nach einem Knopfdruck, der den elektrischen Strom für die Pumpe freigibt, presst der Injektionsautomat aus zwei Spritzen parallel jeweils 20 Milliliter Narkotikum und Kaliumchlorid in die Vene. Zuvor muss eine Kanüle intravenös gelegt worden sein. Bei der Veranstaltung kündigte R. Kusch an, dass er die Geräte und Medikamente und deren Gebrauchsanweisung zum Kauf anbieten möchte. Vor 1991 hatte schon der amerikanische Pathologe Jack Kevorkian dieses Gerät vorgestellt.
Auf seiner Internetseite informierte Roger Kusch die Öffentlichkeit am 29. Juni 2008, dass er erstmals bei dem Suizid einer 79-jährigen Frau assistiert hatte. Nach eigenen Angaben hatte er sie unterstützt, eine tödliche Dosis von Medikamenten oral einzunehmen. Dabei habe er jedoch nicht die von ihm entwickelte Apparatur angewandt. In einer Videobotschaft erklärte die Suizidentin, dass sie in ein Pflegeheim überwiesen werden sollte, aber nicht an einer unheilbaren Krankheit oder unerträglichen Schmerzen leide; Kusch äußerte sich, es sei „gar nicht in meinem Horizont“ gewesen, die Frau von ihrem Vorhaben abzubringen, und er empfände darin „eine Missachtung und Respektlosigkeit“. Er betonte seine Ansicht, dass die menschliche Selbstbestimmung „bis zum letzten Atemzug“ gelte und die eigene Entscheidung des Ablebens „eine Frage des Alltags“ sei. Die Hamburger Staatsanwaltschaft leitete daraufhin ein Vorermittlungsverfahren gegen Kusch ein. Unklar sei, ob die Straftatbestände Tötung auf Verlangen beziehungsweise Unterlassene Hilfeleistung erfüllt sind, oder ob es sich um eine nicht strafbare Beihilfe zur Selbsttötung handelt. Die CDU Hamburg distanzierte sich durch eine Pressemitteilung des kirchenpolitischen Sprechers Wolfgang Beuß von Kusch und begrüßte das Ermittlungsverfahren der Staatsanwaltschaft. Der Hamburger Senat prüfte eine teilweise oder vollständige Aberkennung der Pensionsansprüche. Grundlage hierfür ist § 17 des Hamburger Senatsgesetzes, der ein für das Amt würdiges Verhalten von amtierenden und ehemaligen Mitgliedern des Senats fordert.
Seit dem 31. August 2008 bot Roger Kusch seine Dienste auf der Website seines in Hamburg eingetragenen Dr. Roger Kusch Sterbehilfe e. V. an, der schon zur Gründung vom Finanzamt Hamburg-Nord als gemeinnützig und besonders förderungswürdig anerkannt worden war. Die Kosten für die von ihm so bezeichnete „Sterbebegleitung“ wurden mit bis zu 8.000 € veranschlagt. Ein von der Hamburger Innenbehörde im November 2008 ausgesprochenes polizeiliches Verbot wurde im Februar 2009 durch ein Eilverfahren vor dem Verwaltungsgericht Hamburg bestätigt. In seiner Urteilsbegründung sah das Gericht die Beihilfe zur Selbsttötung zwar als nicht strafbar an, verbot aber „die sozial unwertige Kommerzialisierung des Sterbens durch Beihilfe zum Suizid gegen Entgelt“ als nicht erlaubtes Gewerbe. Ein Verfahren wegen Verdachts auf Verstoß gegen das Arzneimittelgesetz steht noch aus.
Kusch kündigte daraufhin an, auf weitere Sterbehilfe zu verzichten, und entfernte dieses gewerbliche Angebot von der Website des Vereins. In einem Interview erklärte er, dies geschehe aufgrund der Schwierigkeiten in Deutschland, legal entsprechende Medikamente zu beschaffen. Er wolle „derartigen obrigkeitsstaatlichen Druck“ den Sterbewilligen und sich selbst künftig ersparen und den Richterbeschluss respektieren sowie keine weiteren rechtlichen Mittel mehr anwenden. Er empfinde „das Ende seiner Karriere als Sterbehelfer nicht als Scheitern, sondern als Zäsur“.
Im Oktober 2009 gründete Roger Kusch den SterbeHilfeDeutschland e. V. im schleswig-holsteinischen Oststeinbek, dessen Eintragung das Amtsgericht Hamburg wegen des „Verdachts der Förderung von Selbsttötung“ verweigert hatte. Der neue Verein unterscheidet sich von dem alten dadurch, dass statt gewerblicher Suizidangebote die Suizidinteressierten Mitgliedsbeiträge entrichten. Kuschs ursprünglicher Verein bestand zwar weiterhin und hatte jedenfalls noch Ende Januar 2010 mit seiner Steuerprivilegierung durch das Finanzamt Hamburg-Nord geworben, hatte diesen Hinweis später aber entfernt. Mittlerweile ist der Verein gelöscht worden.
Im August 2012 gründete Kusch den Schweizer Verein StHD (Sterbehilfe Deutschland) mit Sitz in Zürich.
Mit Urteil vom 26. Februar 2020 entschied das Bundesverfassungsgericht, das allgemeine Persönlichkeitsrecht umfasse als Ausdruck persönlicher Autonomie ein Recht auf selbstbestimmtes Sterben sowie die Freiheit, hierfür bei Dritten Hilfe zu suchen und Hilfe, soweit sie angeboten werde, in Anspruch zu nehmen. Das Verbot der geschäftsmäßigen Förderung der Selbsttötung in § 217 Abs. 1 StGB verenge die Möglichkeiten einer assistierten Selbsttötung in einem solchen Umfang, dass dem Einzelnen faktisch kein Raum zur Wahrnehmung seiner verfassungsrechtlich geschützten Freiheit verbleibe. Das BVerfG erklärte deshalb § 217 des Strafgesetzbuches in der Fassung des Gesetzes zur Strafbarkeit der geschäftsmäßigen Förderung der Selbsttötung vom 3. Dezember 2015 für nichtig. Seitdem nimmt der Verein Sterbehilfe neben Mitgliedern mit Schweizer Staatsbürgerschaft auch deutsche Staatsbürger auf und betreibt ein Deutschlandbüro mit Sitz in Hamburg.